# Amasi Damiani
Pour les articles homonymes, voir Damiani.
Amasi Damiani, né le 26 septembre 1927 à Livourne (Toscane), est un réalisateur, scénariste et metteur en scène italien.

## Biographie
Dès son adolescence, il devient assistant au cinéma, notamment auprès de Giuliano Biagetti, puis de Sergio Corbucci. Mais c'est surtout pour le théâtre qu'il travaille, notamment au Piccolo Teatro di Livorno jusqu'à son déménagement à Rome en 1960, avec ses amis Paolo et Vittorio Taviani. À partir de 1963, il se lance dans la réalisation et produit plusieurs films de genre, mais qui ne sont presque jamais diffusés qu'en petit nombre de copies dans les cinémas régionaux ou qui restent même inédits. À partir du milieu des années 1970, il s'oriente vers le domaine du cinéma pornographique. Il a tourné quelques pornos jusqu'en 1989 sous différents pseudonymes, mettant notamment en vedette Ilona Staller, alias la Cicciolina. Certains de ces films ont réussi à quitter les cinémas pornographiques, souvent dans des versions expurgées. Damiani prend l'habitude de scénariser et de monter lui-même ses films.
Dans les années 1990, Damiani revient au théâtre et met en scène entre autres des opéras comme William Ratcliffe et Silvano qui sortent également au cinéma.
Au cours de la première décennie du nouveau millénaire, Damiani travaille au Teatro Goldoni de sa ville natale. Il y fonde aussi une école de cinéma.

## Filmographie

### Réalisateur
- 1962 : Le Naufragé du Pacifique (Il naufrago del Pacifico), coréalisé avec Jeff Musso
- 1964 : I nuvoloni
- 1966 : Un brivido sulla pelle
- 1968 : Una forca per un bastardo
- 1968 : La facocera
- 1969 : I peccati di Roma
- 1971 : I fantasmi di Omah-Ri
- 1971 : Tara Pokì
- 1972 : Blood Story (it)
- 1973 : Quando i califfi avevano le corna
- 1976 : L'amantide (it)
- 1976 : Contronatura (it)
- 1977 : Fate la nanna coscine di pollo (it) ou Amori morbosi di una contessina
- 1977 : La regia è finita
- 1977 : D'improvviso al terzo piano
- 1978 : L'anno dei gatti (it)
- 1979 : Cicciolina amore mio (it)
- 1980 : Peccati a Venezia
- 1983 : Corpi nudi
- 1985 : L'ultimo giorno (it)
- 1985 : Le Dernier Play-Boy (Manhattan gigolò)
- 1987 : Una storia importante (it)
- 1988 : Odore di spigo (it)
- 1990 : Overdose
- 2000 : Jesus
- 2011 : L'ultima scena
- 2012 : L'albero dei sogni
- 2013 : L'ultimo volo di una rondine
- 2014 : Anima mia
- 2015 : SenzAmori
- 2022 : Quando il sole muore

### Monteur
- 1966 : Un brivido sulla pelle
- 1972 : Blood Story (it)
- 1988 : Odore di spigo (it)
- 1990 : Overdose
- 1992 : Petalo di rosa d'Adriana Lamacchia

### Producteur
- 1992 : Petalo di rosa d'Adriana Lamacchia

## Théâtre
- À chacun sa vérité (Così è (se vi pare)), de Luigi Pirandello
- Henri IV (Enrico IV), de Luigi Pirandello
- La cucina degli angeli, de Albert Husson
- Arsenic et Vieilles Dentelles (Arsenico e vecchi merletti), de Joseph Kesselring
- Giorni senza fine, de Eugene O'Neal
- La Ménagerie de verre (Lo zoo di vetro), de Tennessee Williams
- Il capanno degli attrezzi, de Graham Greene
- Non si dorme a Kirkwall, de Alberto Perrini
- Giuda, de Franco Fochi
- Il diavolo Peter, de Salvato Cappelli
- Un caso clinico, de Dino Buzzati
- Gelida morte, de Alberto Damiani
- Freedom, de Riccardo Pagni
- La commedia di Candido, de Stefano Massini
- Il mostro, de Alberto Damiani
- L'odore assordante del bianco, de Stefano Massini[5]
- Processo a Dio, de Stefano Massini
- Stato Contro Nolan, de Stefano Massini